# Otto Schwerdt (SS-Mitglied)
Otto Alexander Friedrich Schwerdt (* 7. September 1914 in Eisenberg (Pfalz); † 6. Juli 1975) leitete als SS-Hauptsturmführer während der deutschen Besetzung Dänemarks im Zweiten Weltkrieg die sogenannte Petergruppe.

## Leben
Nach dem Besuch der Volksschule absolvierte Schwerdt eine kaufmännische Berufsausbildung. Mit 18 Jahren trat er der NSDAP und SA bei. Am 1. Januar 1935 trat er als freiwilliger SS-Anwärter in die SS-Wachtruppe "Elbe" über und wurde im Konzentrationslager Lichtenburg als Wachmann eingesetzt. Von November 1936 bis September 1938 leistete Schwerdt seinen Wehrdienst beim Flak-Regiment 23 in Merseburg. Anschließend leistete Schwerdt Dienst in der 3. SS-Totenkopfstandarte "Brandenburg" mit Sitz in Oranienburg, die unter anderem für die Bewachung des Konzentrationslagers Sachsenhausen zuständig war. Nach Kriegsausbruch nahm Schwerdt im Rahmen der Totenkopfdivision am Überfall auf Polen und – bis zu seiner Verwundung am 27. Mai 1940 – am Westfeldzug und ab 1941 am Russlandfeldzug teil. Nach mehrmaliger Verwundung und längerem Lazarettaufenthalt meldete sich Schwerdt im Sommer 1942 zu den SS-Jagdverbänden unter dem Kommando von Hauptsturmführer Otto Skorzeny. Am 12. September 1943 nahm Schwerdt als Stellvertreter Skorzenys an der Befreiung Mussolinis auf dem Gran Sasso teil.
Schwerdt war Mitarbeiter des Sicherheitsdienstes (SD) unter Alfred Naujocks im Amt VI des Reichssicherheitshauptamtes. Unter dem Alias Peter Schäfer leitete er die Petergruppe an, eine aus deutschen und Angehörigen dänischer SS-Einheiten bestehende Terrorgruppe, die für 94 „Ausgleichsmorde“ und 25 Versuche verantwortlich war. Im November 1944 wurde er abgelöst von Hauptsturmführer Horst Paul Issel.
1949 wurde Otto Schwerdt vom Kopenhagener Stadtgericht im sogenannten Kleinen Kriegsverbrecherprozess zum Tode verurteilt. Das Østre Landsret (Östliches Landgericht) änderte die Strafe von Schwerdt in 24 Jahre Gefängnis ab. Schwerdt wurde 1953 begnadigt und aus Dänemark ausgewiesen.